# Campos petroleros de Lago Agrio
Los campos petroleros de Lago Agrio son un área rica en petróleo, en la provincia de Sucumbíos en Ecuador, descubierta en los años 60. Estos campos son conocidos internacionalmente por los serios problemas ecológicos que las compañías petroleras han creado como contaminación del suelo, agua, deforestación, problemas a la salud, que acarrea problemas culturales.
Desde 1993 los abogados representantes de los residentes locales, buscaron forzar a la excompañía Texaco, y la ahora nueva compañía Chevron Corporation a limpiar el área y resarcir a los presuntos afectados.  Dichas iniciativas concluyeron al sentenciar la Corte Permanente de Arbitraje en La Haya en 2018 que los contrincantes de Chevron descansaron en "fraude, sobornos y corrupción."  Al abogado que demandó a Chevron se le retiró permanentemente su licencia para practicar leyes y se le condenó por fraude y un patrón de actividad mafiosa.

## Desarrollo
En 1964, Texaco Petroleum Company (TePet) comenzó la exploración en el noroeste de Ecuador. El año siguiente comenzó las operaciones cerca de lo que hoy sería Nueva Loja (cuando era pertenencia de la provincia de Napo), por un consorcio de Texaco y Gulf Oil. El consorcio encuentra un pozo petrolero y en 1972 comienza la producción a gran escala. El Gobierno de Ecuador crea la primera compañía estatal CEPE, ahora Petroecuador, y obtiene un 25% de los intereses del consorcio en 1974.
Pasados 20 años Lago Agrio produjo 1,7 billones de barriles por $25 billones. En 1977 Gulf vende sus intereses a CEPE y Texaco transfiere el manejo a Petroecuador en 1990, y termina la concesión en 1993 dejando a Petroecuador como único dueño.

## Impacto

### Contaminación

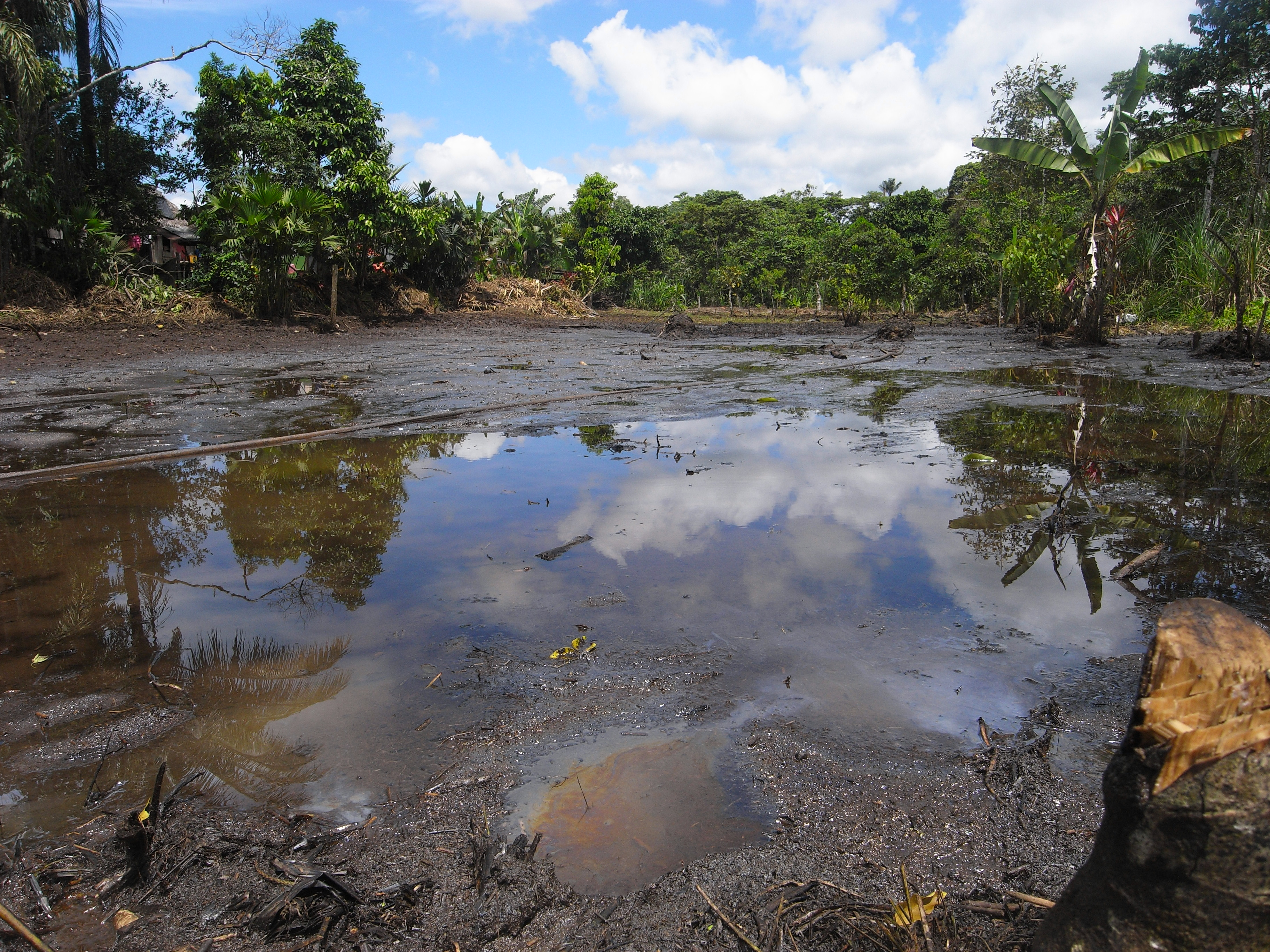
Contaminación en Lago Agrio, noviembre de 2007.

Texaco no trato su agua producida (agua proveniente del interior del mismo pozo y altamente tóxica), y la acumuló en piletas pozos al aire libre, en vez de reinyectarla dentro del pozo petrolífero. Juntar el agua producida en piletas era práctica común en la industria en aquella época y no se tenía en cuenta los problemas ecológicos que acarreaba.. De acuerdo a activistas medioambientales el agua producida tiene altos contenidos de hidrocarburos aromáticos policíclicos (PAHs) (altamente cancerígenos), y es responsable de la contaminación de fuentes de agua regional. Ellos alegan que hubo un incremento del 150 % de casos de cáncer en la comunidad de la región. Chevron y sus partidarios mantienen que no hay nexo causal entre el agua producida y los casos de cáncer producidos.

### Esfuerzos de remediación
En 1995, en medio de litigios, Texaco acordó limpiar un número de pozo con desperdicios petroleros, en proporción a su participación en el consorcio, por unos $40 millones. A cambio el gobierno liberaba a Texaco de futuras obligaciones. Chevron usa en principio este acuerdo, como defensa a los reclamos legales en su contra. Numerosas fuentes han citado que los esfuerzos por remediar la contaminación de Texaco fueron solo arreglos cosméticos.

### Juicios
Los abogados de los indígenas de Lago Agrio demandaron a Texaco en 1993. El pleito era por la descarga de agua contaminada a las fuentes de agua utilizadas por residentes para pescar, bañarse y beber. Esta demanda colectiva perdió en Nueva York, entonces el caso continuo en Ecuador. En 2008, según expertos apoyados por la corte, demandaron a empleados de Texaco no solo por contaminación, sino también por deforestación y destrucción cultural. El reporte estima los daños de Texpet entre $8 y $16 billones de dólares. Que los expertos aumentaron luego en $11 billones.

Un abogado de los demandantes, Cristóbal Bonifaz, fue rechazado de un litigio en 2006. La demanda contra Chevron fue archivada en 2007, en la que los demandantes afirmaban tener cáncer. Y la corte probó que tres de los demandantes no tenían cáncer. Luego de dimitir los tres demandantes (dos quedan activos), la corte le impuso a Bonifaz $45000 por reclamaciones frívolas.

Chevron clama que ha sido apuntado como una gran billetera. Y mantiene que las responsabilidades por los daños y la limpieza pesa ahora sobre Petroecuador y el gobierno. Dice que la mayor parte de los daños pertenecen a las actividades de Petroecuador (de 1990 en adelante), incluyendo derrames del sistema de tuberías que Petroecuador no mantuvo.

En tanto Pablo Fajardo Mendoza, abogado que representa a los demandantes, y el activista Luis Yanza, recibieron el Premio Goldman para el medio ambiente por su trabajo en el caso. El premio es considerado el más prestigioso premio para el cuidado del medio ambiente.
En el 2014 nace el #DíaAntiChevron una iniciativa de los afectados del famoso Caso Chevron (30 mil personas entre colonos e indígenas ecuatorianos que llevan un juicio contra la petrolera por más de 22 años para remediar la Amazonía). El objetivo de esta campaña fue juntar y evidenciar a las víctimas de la compañía en distintos países de todos los continentes. En el #DiaAntiChevron, cada 21 de mayo, la comunidad global levanta su voz para exigir que Chevron se haga responsable por sus malas prácticas ambientales, la consecuente violación de los derechos humanos y los engaños empleados para esconder su responsabilidad.

### Polémica en torno a sobornos para fallar a favor de Chevron
El 31 de agosto de 2009, fue revelado un video que mostraba personas sobornando al juez Juan Nuñez que preside en el caso, para que falle a favor de Chevron, no permitiéndole apelar una medida. La presunta coima fue por $3 millones para distribuir entre el, el presidente del Ecuador y los demandantes. Este video hace una mirada sobre los contratos de remediación que resultarían de fallar en contra de Chevron.
Chevron dice que no tuvo nada que ver con el video. En abril del 2010 se demostró que uno de los hombres presente en el video, era un viejo contratista de Chevron. Este hombre fue relocalizado en EE. UU. con su familia a expensas de Chevron y recibe una suma de no divulgada de expensas para vivir. El otro hombre en el video es un convicto traficante de drogas.

### Veredictos
- Marzo de 2014: Un juzgado federal en Nueva York determinó que la sentencia ecuatoriana carecía de validez en los Estados Unidos, por haber sido emitida tras fraude.[15] Dos años más tarde, un juzgado de segunda instancia en Nueva York confirmó la decisión, agregando que el historial del caso demuestra un "desfile de corrupción," incluyendo coacción, fraude, y soborno.[16]
- Noviembre de 2017: La Corte Superior de Justicia del Brasil rechaza ejecutar el fallo del 2013 de la Corte Suprema del Ecuador, concluyendo que dicho juicio fue "emitido de forma irregular, y especialmente bajo deplorables actos de corrupción."[17]
- Septiembre 2018: La Corte Permanente de Arbitraje en La Haya falla a favor de Chevron y declara que el veredicto del 2013 de la Corte Suprema del Ecuador se obtuvo "mediante fraude, sobornos y corrupción."[18]